# Spinomantis mirus
A Spinomantis mirus  a kétéltűek (Amphibia) osztályába és  a békák (Anura) rendjébe, az aranybékafélék (Mantellidae) családjába tartozó faj. 

## Előfordulása
Madagaszkár endemikus faja. A típuspéldányt a sziget délkeleti részén, a Pic d'Ivohibe Rezervátumban, 1695 m-es tengerszint feletti magasságban figyelték meg. 

## Természetvédelmi helyzete
Újonnan felfedezett faj. A vörös lista jelenleg még nem tartja nyilván.